# Liste de chorégraphes contemporains
Liste de chorégraphes de danse contemporaine :

## A
- Haut – A
- B
- C
- D
- E
- F
- G
- H
- I
- J
- K
- L
- M
- N
- O
- P
- Q
- R
- S
- T
- U
- V
- W
- X
- Y
- Z

- Alvin Ailey (États-Unis)
- Walid Aouni (Liban)
- Ushio Amagatsu (Japon)
- Georges Appaix (France)
- Karole Armitage (États-Unis)
- Bertrand d'At ( France)
- Kader Attou (France)
- Koen Augustijnen (Belgique)

## B
- Haut – A
- B
- C
- D
- E
- F
- G
- H
- I
- J
- K
- L
- M
- N
- O
- P
- Q
- R
- S
- T
- U
- V
- W
- X
- Y
- Z

- Dominique Bagouet (France)
- Josette Baïz (France)
- Marion Ballester (France)
- Pina Bausch (Allemagne)
- Louise Bédard (Canada)
- Maurice Béjart (France)
- Mourad Beleksir (France)
- Jérôme Bel (France)
- Kader Belarbi (France)
- Catherine Berbessou (France)
- Marco Berrettini (Allemagne)
- José Besprosvany (Belgique)
- Dominique Boivin (France)
- Jonah Bokaer (États-Unis)
- Seydou Boro (Burkina Faso)
- Julie Bour (France)
- Matthew Bourne (Royaume-Uni)
- Joëlle Bouvier (France)
- Luciana Brites (Brésil)
- Trisha Brown (États-Unis)
- Claude Brumachon (France)
- Alain Buffard (France)
- Susan Buirge (États-Unis et France)

## C
- Haut – A
- B
- C
- D
- E
- F
- G
- H
- I
- J
- K
- L
- M
- N
- O
- P
- Q
- R
- S
- T
- U
- V
- W
- X
- Y
- Z

- Carolyn Carlson (États-Unis)
- Dimitri Chamblas (France)
- Boris Charmatz (France)
- Sidi Larbi Cherkaoui (Belgique)
- Lucinda Childs (États-Unis)
- Régine Chopinot (France)
- Marie Chouinard (Canada)
- Deborah Colker (Brésil)
- Kilina Cremona (France)
- Birgit Cullberg (Suède)
- Merce Cunningham (États-Unis)

## D
- Haut – A
- B
- C
- D
- E
- F
- G
- H
- I
- J
- K
- L
- M
- N
- O
- P
- Q
- R
- S
- T
- U
- V
- W
- X
- Y
- Z

- Laura Dean (États-Unis)
- Paco Dècina (Italie-France)
- Philippe Decouflé (France)
- Anne Teresa De Keersmaeker (Belgique)
- Raphaëlle Delaunay (France)
- Michèle Anne De Mey (Belgique)
- Didier Deschamps (France)
- Catherine Diverrès (France)
- Daniel Dobbels (France)
- Pierre Droulers (France)
- Odile Duboc (France)
- Olivier Dubois (France)
- Dominique Dupuy (France)
- Nacho Duato (Espagne)

## E
- Haut – A
- B
- C
- D
- E
- F
- G
- H
- I
- J
- K
- L
- M
- N
- O
- P
- Q
- R
- S
- T
- U
- V
- W
- X
- Y
- Z

- Mats Ek (Suède)
- Martine Époque (Québec)
- Lisi Estaràs (Argentine)

## F
- Haut – A
- B
- C
- D
- E
- F
- G
- H
- I
- J
- K
- L
- M
- N
- O
- P
- Q
- R
- S
- T
- U
- V
- W
- X
- Y
- Z

- Jan Fabre (Belgique)
- Viola Farber (États-Unis)
- Héla Fattoumi (France)
- William Forsythe (États-Unis)
- Simone Forti (États-Unis)

## G
- Haut – A
- B
- C
- D
- E
- F
- G
- H
- I
- J
- K
- L
- M
- N
- O
- P
- Q
- R
- S
- T
- U
- V
- W
- X
- Y
- Z

- Jean-Claude Gallotta (France)
- Emanuel Gat (Israël)
- Antonio Gomes (Brésil et Suisse)
- Olivia Grandville (France)
- Emio Greco (Italie)
- Lisbeth Gruwez (Belgique)

## H
- Haut – A
- B
- C
- D
- E
- F
- G
- H
- I
- J
- K
- L
- M
- N
- O
- P
- Q
- R
- S
- T
- U
- V
- W
- X
- Y
- Z

- Thomas Hauert (Suisse)
- Dominique Hervieu (France)
- Saskia Hölbling (Autriche)
- Raimund Hoghe (Allemagne)
- Emmanuelle Huynh (France)

## I
- Haut – A
- B
- C
- D
- E
- F
- G
- H
- I
- J
- K
- L
- M
- N
- O
- P
- Q
- R
- S
- T
- U
- V
- W
- X
- Y
- Z

- Fumiyo Ikeda (Japon)

## J
- Haut – A
- B
- C
- D
- E
- F
- G
- H
- I
- J
- K
- L
- M
- N
- O
- P
- Q
- R
- S
- T
- U
- V
- W
- X
- Y
- Z

- Damien Jalet (France)
- Philippe Jamet (France)
- Gilles Jobin (Suisse)
- Bill T. Jones (États-Unis)
- Jade Janisset (France)

## K
- Haut – A
- B
- C
- D
- E
- F
- G
- H
- I
- J
- K
- L
- M
- N
- O
- P
- Q
- R
- S
- T
- U
- V
- W
- X
- Y
- Z

- Michel Kelemenis (France))
- Akram Khan (Royaume-Uni)
- Jiří Kylián (République tchèque)

## L
- Haut – A
- B
- C
- D
- E
- F
- G
- H
- I
- J
- K
- L
- M
- N
- O
- P
- Q
- R
- S
- T
- U
- V
- W
- X
- Y
- Z

- Abou Lagraa (France)
- Benoît Lachambre (Canada)
- Benjamin Lamarche (France)
- Éric Lamoureux (France)
- Daniel Larrieu (France)
- Francesca Lattuada (Italie)
- Jan Lauwers (Belgique)
- Thomas Lebrun (France)
- Louise Lecavalier (Canada)
- Xavier Le Roy (France)
- Brice Leroux (France)
- Blanca Li (Espagne)
- Daniel Linehan (États-Unis)
- Faustin Linyekula (République démocratique du Congo)
- Édouard Lock (Canada)

## M
- Haut – A
- B
- C
- D
- E
- F
- G
- H
- I
- J
- K
- L
- M
- N
- O
- P
- Q
- R
- S
- T
- U
- V
- W
- X
- Y
- Z

- Thierry Malandain (France)

- Russell Maliphant (Royaume-Uni)
- Caroline Marcadé (France)
- Maguy Marin (France)
- Nasser Martin-Gousset (France)
- Wayne McGregor (Royaume-Uni)
- Mourad Merzouki (France)
- Benjamin Millepied (France)
- Mathilde Monnier (France)
- José Montalvo (France)
- Bernardo Montet (France)
- Mark Morris (États-Unis)
- Ivana Müller (Croatie et France)

## N
- Haut – A
- B
- C
- D
- E
- F
- G
- H
- I
- J
- K
- L
- M
- N
- O
- P
- Q
- R
- S
- T
- U
- V
- W
- X
- Y
- Z

- Josef Nadj (France)
- Ohad Naharin (Israël)
- John Neumeier (États-Unis)
- Lloyd Newson (Australie)
- Julie Nioche (France)
- Michèle Noiret (Belgique)

## O
- Haut – A
- B
- C
- D
- E
- F
- G
- H
- I
- J
- K
- L
- M
- N
- O
- P
- Q
- R
- S
- T
- U
- V
- W
- X
- Y
- Z

- Régis Obadia (France)
- Robyn Orlin (Afrique du Sud)
- Rachid Ouramdane (France)
- Kamel Ouali (France)
- Bouchra Ouizguen (Maroc)

## P
- Haut – A
- B
- C
- D
- E
- F
- G
- H
- I
- J
- K
- L
- M
- N
- O
- P
- Q
- R
- S
- T
- U
- V
- W
- X
- Y
- Z

- Ayelen Parolin (Belgique)
- Steve Paxton (États-Unis)
- Luc Petton (France)
- Jean-Pierre Perreault (Canada)
- Yuval Pick (France)
- Marie-Claude Pietragalla (France)
- Alain Platel (Belgique)
- Karine Ponties (France-Belgique)
- Angelin Preljocaj (France)

## R
- Haut – A
- B
- C
- D
- E
- F
- G
- H
- I
- J
- K
- L
- M
- N
- O
- P
- Q
- R
- S
- T
- U
- V
- W
- X
- Y
- Z

- François Raffinot (France)
- Eugénie Rebetez (Suisse)
- Paulo Ribeiro (Portugal)
- La Ribot (Espagne)
- Christian Rizzo (France)
- Hervé Robbe (France)
- Jerome Robbins (États-Unis)

## S
- Haut – A
- B
- C
- D
- E
- F
- G
- H
- I
- J
- K
- L
- M
- N
- O
- P
- Q
- R
- S
- T
- U
- V
- W
- X
- Y
- Z

- Carlotta Sagna (Italie)
- Caterina Sagna (Italie)
- Dave St-Pierre (Québec)
- Salia Sanou (Burkina Faso)
- Karine Saporta (France)
- Johanne Saunier (Belgique)
- Hofesh Shechter (Israël)
- Ambra Senatore (Italie)
- Gaël Sesboüé (France)
- Thierry Smits (Belgique)
- Ea Sola (France-Viêt Nam)
- Garry Stewart (Australie)
- Meg Stuart (États-Unis)

## T
- Haut – A
- B
- C
- D
- E
- F
- G
- H
- I
- J
- K
- L
- M
- N
- O
- P
- Q
- R
- S
- T
- U
- V
- W
- X
- Y
- Z

- Saburo Teshigawara (Japon)
- Mark Tompkins (États-Unis)
- Wayn Traub (Belgique)
- Claudia Triozzi (Italie)

## V
- Haut – A
- B
- C
- D
- E
- F
- G
- H
- I
- J
- K
- L
- M
- N
- O
- P
- Q
- R
- S
- T
- U
- V
- W
- X
- Y
- Z

- Wim Vandekeybus (Belgique)
- Doug Varone (États-Unis)
- Toméo Vergès (Espagne)
- François Verret (France)
- Emmanuelle Vo-Dinh (France)

## W
- Haut – A
- B
- C
- D
- E
- F
- G
- H
- I
- J
- K
- L
- M
- N
- O
- P
- Q
- R
- S
- T
- U
- V
- W
- X
- Y
- Z

- Sasha Waltz (Allemagne)
- Christopher Wheeldon (Royaume-Uni)

## Y
- Haut – A
- B
- C
- D
- E
- F
- G
- H
- I
- J
- K
- L
- M
- N
- O
- P
- Q
- R
- S
- T
- U
- V
- W
- X
- Y
- Z

- Hideyuki Yano (Japon)